# Desarrollo moral
El desarrollo moral se centra en el surgimiento, el cambio y la comprensión de la moralidad desde la infancia hasta la edad adulta. La teoría afirma que la moralidad se desarrolla a lo largo de la vida de diversas maneras y está influenciada por las experiencias y el comportamiento de un individuo cuando se enfrenta a cuestiones morales durante diferentes períodos de desarrollo físico y cognitivo. La moralidad se refiere al sentido reformador de un individuo sobre lo que está bien y lo que está mal; Es por esta razón que los niños pequeños tienen un juicio moral y un carácter diferente al de un adulto. La moralidad en sí misma es a menudo sinónimo de «rectitud» o «bondad». También se refiere a un código de conducta específico que se deriva de la cultura, religión o filosofía personal de uno y que guía sus acciones, comportamientos y pensamientos.
Algunas de las primeras teorías del desarrollo moral conocidas provinieron de filósofos como Confucio, Aristóteles y Rousseau, quienes adoptaron una perspectiva más humanista y se centraron en el desarrollo del sentido de conciencia y virtud. En la actualidad, la investigación empírica ha explorado la moralidad a través de la lente de la psicología moral de teóricos como Sigmund Freud y su relación con el desarrollo cognitivo de teóricos como Jean Piaget, Lawrence Kohlberg, BF Skinner, Carol Gilligan y Judith Smetana.
El desarrollo moral a menudo enfatiza estos cuatro fundamentos: Primero, el aspecto sentimiento o emoción: estas teorías enfatizan el aspecto afectivo del desarrollo moral e incluyen varias teorías del altruismo. En segundo lugar, el aspecto conductual: estas teorías tratan principalmente del comportamiento moral. En tercer lugar, el aspecto cognitivo: estas teorías se centran en el juicio moral y el razonamiento moral. Cuarto, perspectivas integradas: varios teóricos también han intentado proponer teorías que integran dos o tres de los aspectos afectivos, conductuales y cognitivos de la moralidad.

## Fondo
La moralidad se refiere a «la capacidad de distinguir el bien del mal, actuar según esta distinción y sentir orgullo cuando hacemos las cosas correctas y culpa o vergüenza cuando no lo hacemos». Tanto Piaget como Kohlberg hicieron importantes contribuciones a esta área de estudio. Los expertos en psicología del desarrollo han categorizado la moral en tres facetas clave: el aspecto emocional, el aspecto cognitivo y el aspecto orientado a la acción.
- El aspecto emocional encapsula los sentimientos que acompañan a las decisiones que pueden considerarse moralmente correctas o incorrectas, como la culpa o la empatía.
- El aspecto cognitivo profundiza en los mecanismos mentales que emplean las personas para juzgar si las acciones son moralmente aceptables o no. Por ejemplo, un adulto de confianza podría decirle a un niño de ocho años que no coma galletas de un frasco, pero la tentación de desobedecer puede surgir cuando está solo. Sin embargo, este impulso se contrapone a su comprensión de que podrían enfrentar repercusiones por hacerlo.
- El aspecto orientado a la acción se refiere a cómo se comportan los individuos en situaciones que tentan a la deshonestidad o cuando se les presenta la oportunidad de ayudar a alguien necesitado.

### Afecto moral
El afecto moral es «emoción relacionada con cuestiones del bien y del mal». Dichas emociones incluyen vergüenza, culpa, turbación y orgullo; la vergüenza se correlaciona con la desaprobación de los compañeros, la culpa se correlaciona con la desaprobación de uno mismo, la vergüenza es sentirse deshonrado ante la vista del público y el orgullo es un sentimiento generalmente provocado por una opinión positiva de uno mismo cuando se es admirado por los compañeros.
La empatía también está ligada al afecto moral y es un desarrollo emocional que te permite comprender cómo se siente otra persona. Si una persona empática ve a alguien llorando, es posible que comprenda su tristeza. Si la persona empática ve a alguien que acaba de lograr una meta en su vida, puede comprender su felicidad. La empatía se incluye en el componente afectivo de la moralidad y es el principal razonamiento detrás del altruismo. Según el teórico Martin Hoffman, la empatía juega un papel clave en la progresión de la moralidad. La empatía hace que las personas destaquen más en el comportamiento prosocial, como se analizó anteriormente. Sin empatía no habría humanidad.

### Razonamiento moral
El razonamiento moral es el proceso de pensamiento involucrado en decidir si un acto es correcto o incorrecto. Esto permite el desarrollo de la cognición social, necesaria para experimentar la angustia de otras personas. Estas habilidades también permiten construir un concepto de reciprocidad y justicia, permitiendo a las personas ir más allá del mero egocentrismo. Según Piaget y Kohlberg, el razonamiento moral progresa a través de una secuencia constante, un orden fijo y universal de etapas, cada una de las cuales contiene una forma consistente de pensar sobre cuestiones morales que son todas distintas entre sí.

### Teoría de aprendizaje social
Basado en la observación de los demás y modelando comportamientos, emociones y actitudes de los demás. Esta teoría se deriva del concepto de conductismo en perspectiva, pero también tiene elementos de aprendizaje cognitivo. La teoría dice que las personas, especialmente los niños, aprenden observando a los demás y el entorno que los rodea. También dice que el modelado de imitación tiene un papel importante en el aprendizaje y desarrollo de la persona y sus creencias o moral. Albert Bandura fue un importante contribuyente a la teoría del aprendizaje social e hizo muchas contribuciones al campo con experimentos e investigaciones sociales. La teoría del aprendizaje social dice que los niños aprenden y desarrollan la moral al observar lo que les rodea y al tener modelos a seguir que imitan el comportamiento y aprenden. Los modelos a seguir guían a los niños en el desarrollo indirecto de la moral y la moralidad. Al observar las respuestas de los demás y de la sociedad que los rodea, los niños aprenden qué es aceptable y qué no y tratan de actuar de manera similar a lo que la sociedad que los rodea considera aceptable.
Por ejemplo, el hermano mayor de un niño tiende a ser uno de sus primeros modelos a seguir, especialmente porque comparten el mismo entorno y las mismas figuras de autoridad. Cuando el niño mayor se porta mal o hace algo inaceptable, el niño más pequeño toma al mayor como ejemplo y actúa como él o ella. Sin embargo, si el padre castiga al niño mayor o su comportamiento tiene una consecuencia, el niño más pequeño muchas veces no actúa como el mayor porque pudo observar que ese comportamiento era «inaceptable» por la «sociedad» que lo rodea. es decir, su familia. Este ejemplo coincide con el hecho de que los niños saben que robar, matar y mentir es malo, y que la honestidad, la bondad y la cortesía son buenos.

### Teoría evolutiva
La Teoría Evolutiva de la Moral intenta explicar la moral y su desarrollo en términos de evolución y cómo al principio puede parecer contradictorio que los humanos tengan moral y moralidad en la opinión evolucionista. La evolución tiene muchas creencias y partes, pero como se ve más comúnmente, es la supervivencia del más apto. Este comportamiento se debe al deseo de transmitir sus genes. Ya sea que eso signifique ser egoísta o cuidar a sus hijos sólo para asegurarse de que sus genes sobrevivan. Esto puede parecer entrar en conflicto con la moralidad y tener moralidad, sin embargo, sostenemos que eso puede estar relacionado y tener moralidad y moralidad podría en realidad ser un factor que contribuya a la teoría de la evolución. Además, los seres humanos han desarrollado comunidades y un estilo de vida social que hace necesario desarrollar una moral. Desde una visión evolutiva, un ser humano que actúa de manera inmoral sufrirá consecuencias, como pagar una multa, ir a prisión o ser un paria. Sea lo que sea, hay una pérdida para ese ser humano. Por lo tanto, ese individuo en algún momento aprende que para ser aceptado en la sociedad es necesario desarrollar una moral y actuar en consecuencia.

## Antecedentes históricos y teorías fundacionales

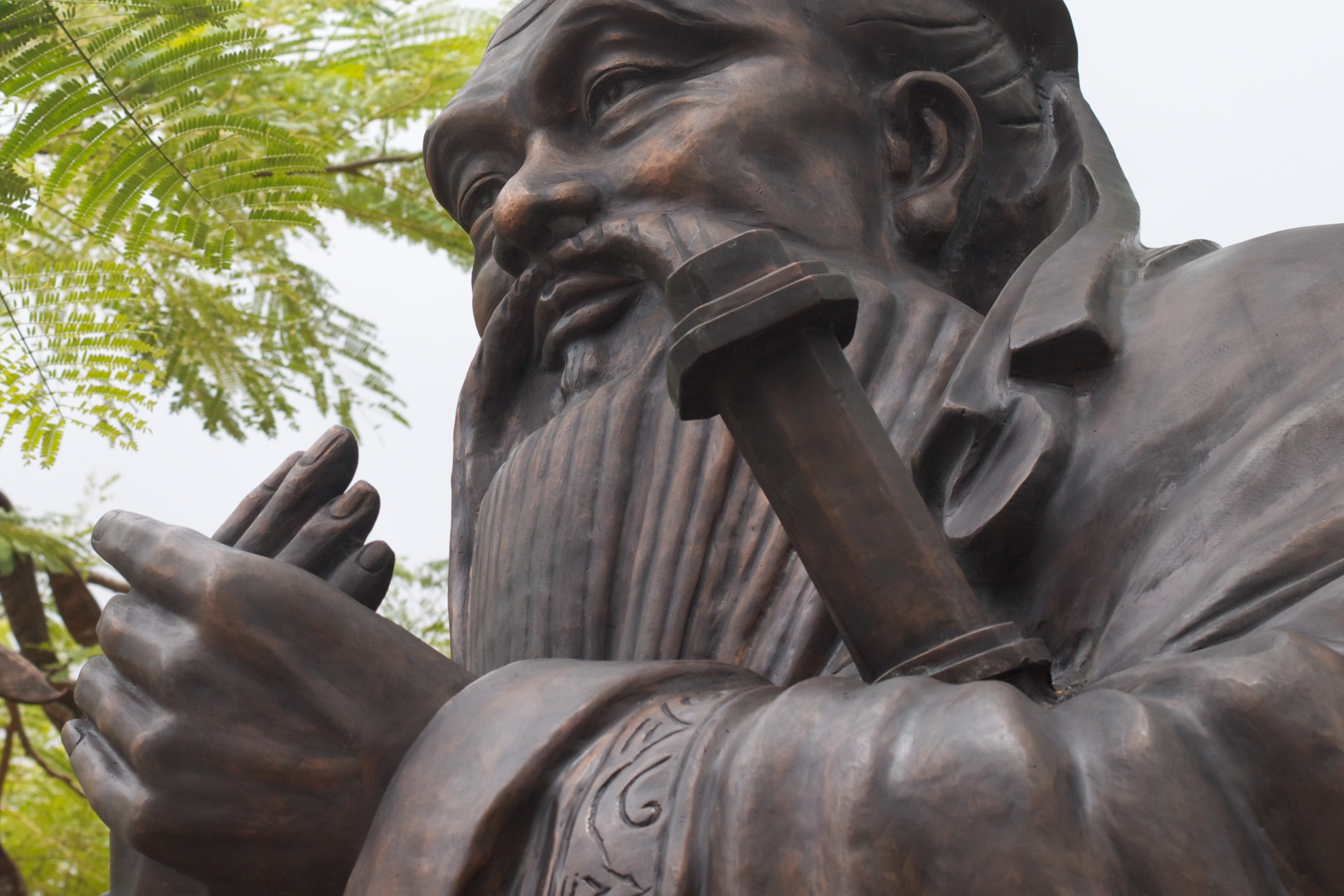
Confucio

### Freud: la moral y el superyó
Sigmund Freud propuso la existencia de una tensión entre las necesidades de la sociedad y las del individuo. Según la teoría de Freud, el desarrollo moral ocurre cuando los deseos egoístas de un individuo son reprimidos y reemplazados por los valores de agentes socializadores críticos en la vida (por ejemplo, los padres). En la teoría de Freud, este proceso implica la mejora del ego en el equilibrio de las necesidades y tensiones entre el ello (deseos e impulsos egoístas) y el superyó (el sentido interno de las necesidades y normas culturales).

### La teoría del comportamiento de B. F. Skinner
Un defensor del conductismo, B. F. Skinner también se centró en la socialización como la fuerza principal detrás del desarrollo moral. En contraste con la noción freudiana de una lucha entre fuerzas internas y externas, Skinner se centró en el poder de las fuerzas externas (contingencias de refuerzo) para dar forma al desarrollo de un individuo. El conductismo se basa en la creencia de que las personas aprenden de las consecuencias de su comportamiento. Llamó a su teoría «condicionamiento operante» cuando se refuerza un estímulo específico para que uno actúe. Esencialmente, Skinner creía que toda moral eran comportamientos aprendidos basados en los castigos y recompensas (explícitos o implícitos) que la persona había experimentado durante su vida, en forma de patrones de comportamiento de prueba y error.

### La teoría del desarrollo moral de Piaget
Jean Piaget fue el primer psicólogo en proponer una teoría del desarrollo moral. Según Piaget, el desarrollo sólo surge con la acción, y una persona construye y reconstruye su conocimiento del mundo como resultado de nuevas interacciones con su entorno. Piaget decía que las personas pasan por tres etapas diferentes del razonamiento moral: período premoral, moral heterónoma y moral autónoma.
Durante la etapa premoral (que ocurre durante los años preescolares), los niños muestran muy poca conciencia o comprensión de las reglas y no pueden ser considerados seres morales. La etapa heterónoma (que ocurre entre los 6 y los 10 años) se define como «bajo el dominio de otro»: durante esta etapa, el niño toma las reglas más en serio, creyendo que son transmitidas por figuras de autoridad y que son sagradas y nunca deben respetarse. ser alterado; Independientemente de si las intenciones fueron buenas o malas, cualquier infractor de estas reglas transmitidas será juzgado como un acto ilícito. En la última etapa, la moral autónoma (que se produce entre los 10 y 11 años), los niños comienzan a apreciar que las reglas son acuerdos entre individuos.
Mientras que tanto Freud como Skinner se centraron en las fuerzas externas que influyen en la moralidad (los padres en el caso de Freud y las contingencias conductuales en el caso de Skinner), Jean Piaget (1965) se centró en la construcción, interpretación e interpretación de la moralidad por parte del individuo desde el punto de vista individual. una perspectiva sociocognitiva y socioemocional. Como el primero en sugerir tal teoría sobre el desarrollo moral, Piaget se esforzó por comprender la moralidad adulta a través de la moralidad de un niño y los factores que contribuyen al surgimiento de conceptos morales centrales como el bienestar, la justicia y los derechos. Al entrevistar a niños utilizando el Método de Entrevista Clínica, Piaget (1965) encontró que los niños pequeños se centraban en mandatos de autoridad y que con la edad, los niños se vuelven autónomos, evaluando acciones a partir de un conjunto de principios morales independientes. Piaget caracteriza el desarrollo moral de los niños al observarlos mientras juegan para ver si se siguen las reglas. Tomó estas observaciones y organizó tres etapas de desarrollo por las que pasan las personas durante la infancia, siendo estas etapas; Período premoral, moral heterónoma y moral autónoma. La etapa premoral es la más temprana de las tres y comienza en los primeros años de la vida del niño, cuando ingresa al preescolar. Se caracteriza por el desconocimiento general de los niños de la moral o de las normas en general, por lo que se denomina etapa «premoral». Durante los años de escuela primaria los niños entran en la etapa de moralidad heterónoma. Esta es la etapa en la que los niños confían en aquellos que son mayores que ellos y en el conocimiento del mundo que tienen. Cualquier regla que reciban es perfecta y debe seguirse incondicionalmente. Por último, en la etapa de moralidad autónoma, los niños adquieren más conocimientos sobre cómo funcionan realmente las reglas y qué son. Entonces pueden empezar a elegir seguirlos o desobedecerlos de forma autónoma.

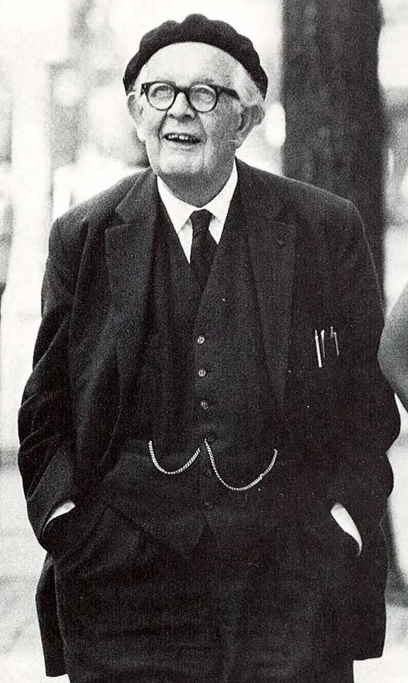
Jean Piaget.

### Kohlberg: razonamiento moral
Influenciado por el trabajo de Piaget, Kohlberg creó una influyente teoría del desarrollo cognitivo del desarrollo moral. Al igual que Piaget, Kohlberg formuló que el crecimiento moral se produce en una secuencia muy universal y consistente de tres niveles morales, pero para él las etapas de la secuencia están conectadas entre sí y surgen de la etapa anterior. La visión de Kohlberg representa una forma más compleja de pensar sobre las cuestiones morales.
Lawrence Kohlberg propuso una teoría del desarrollo moral muy influyente que se inspiró en los trabajos de Jean Piaget y John Dewey. A diferencia de los psicólogos mencionados anteriormente, Kohlberg veía estas etapas de manera más continua. En lugar de tener etapas completamente separadas, propuso que los siguientes pasos estuvieran interconectados en el sentido de que cada uno conduciría al otro a medida que la persona creciera. Kohlberg pudo demostrar mediante investigaciones que los humanos mejoraban su razonamiento moral en 6 pasos específicos. Estas etapas, que se dividen en categorías de preconvencional (evitación del castigo e interés propio), convencional (normas sociales y figuras de autoridad) y posconvencional (principios universales), progresan desde la niñez y durante toda la vida adulta. En su investigación, Kohlberg estaba más interesado en el razonamiento detrás de la respuesta de una persona a un dilema moral que en la respuesta dada en sí.

#### Brecha entre juicio y acción
A lo largo de cuarenta años, el mayor dilema que ha surgido en relación con la teoría moral es la brecha entre juicio y acción. Esto también se conoce como brecha de desempeño de competencias o brecha de acción moral. La teoría de Kohlberg se centró en las etapas del razonamiento moral basándola en la competencia de un individuo que resuelve un dilema moral. La razón por la que se forma esta brecha se debe a un error en las hipótesis. Al crear un dilema hipotético, los individuos no incluyen las contingencias de las limitaciones de la vida real. Lo contrario ocurre cuando un individuo aplica su razonamiento a un dilema moral de la vida real. En esta situación, en lugar de dejar de lado las limitaciones durante el proceso de pensamiento, se incluirán todas las limitaciones. Debido a esto, se forma una brecha como resultado de crear una posición y defenderla de manera racional ante una situación que requiere una acción moral.

#### Etapas del razonamiento moral
El primer nivel del razonamiento moral de Kohlberg se denomina moralidad preconvencional. En esta etapa, los niños obedecen las reglas de manera más externa. Esto significa que es más probable que los niños se ajusten a las reglas que la autoridad les establece, eviten el castigo o reciban recompensas personales. Hay dos etapas dentro de la moralidad preconvencional. La primera es la orientación al castigo y la obediencia. Durante esta etapa, el niño determina qué tan equivocada fue su acción según el castigo que recibe. Si no lo regañan por su mal acto, creerán que no hizo nada malo. La segunda etapa de la moralidad preconvencional se llama hedonismo instrumental. El principio fundamental de esta etapa es el quid pro quo. Una persona en la segunda etapa se ajusta a las reglas para beneficio personal. Hay un indicio de comprensión de la perspectiva del gobernante, aunque el objetivo principal es obtener el beneficio a cambio.
El siguiente nivel es la moralidad convencional. En este nivel, el individuo ha internalizado muchos valores morales. Trabajan para obedecer las reglas establecidas por la autoridad y buscar aprobación. Los puntos de vista de los demás ahora se reconocen claramente y se toman seriamente en consideración. La primera etapa hasta este nivel se denomina moralidad de «buen chico» o «buena chica». La siguiente etapa captura la regla de oro «trata a los demás como quieres que te traten a ti». El énfasis en esta etapa consiste en ser amable y tener buenas intenciones. Lo que se consideraba «bueno» ahora es lo que agrada y ayuda a los demás. La última etapa de este nivel es «Autoridad y orden social: mantenimiento de la moralidad». Esto se ajusta a reglas establecidas creadas por autoridades legítimas que benefician a la sociedad en su conjunto. La base de la reciprocidad es cada vez más compleja. El propósito de conformarse ya no se basa en el miedo al castigo, sino en el valor que la gente otorga al respeto de la ley y al cumplimiento del deber para con la sociedad.
El último nivel de razonamiento moral es la moralidad posconvencional. El individuo determina cuál es el ideal moral de la sociedad. El individuo comenzará a distinguir entre lo moralmente aceptable y lo legal. Él o ella reconocerá que algunas leyes violan principios morales básicos. Él o ella irá más allá de las perspectivas de grupos sociales o autoridades y comenzará a aceptar las perspectivas de todos los puntos de vista en todo el mundo. En la primera etapa del posconvencional, llamada «moral del contrato, derechos individuales y derecho democrático aceptado», todas las personas trabajan voluntariamente para beneficiar a todos. Entienden que todos los grupos sociales dentro de una sociedad tienen valores diferentes, pero creen que todos los intelectuales estarían de acuerdo en dos puntos. El primer punto es la libertad de libertad y de vida. En segundo lugar, aceptarían tener un voto democrático para cambiar leyes injustas y mejorar su sociedad. La etapa final del nivel final del razonamiento moral de Kohlberg es la «moralidad de los principios individuales de conciencia». En esta etapa más alta del razonamiento moral, Kohlberg define a los sujetos de su etapa 6 como aquellos que tienen un concepto claro y amplio de principios universales. El pensador de la etapa 6 no crea la base para la moralidad. En cambio, exploran, a través de la autoevaluación, principios complejos de respeto por todos los individuos y por sus derechos que todas las religiones o autoridades morales considerarían morales. Kohlberg dejó de utilizar la etapa 6 en su manual de puntuación, diciendo que era una «etapa teórica». Comenzó a calificar respuestas posconvencionales sólo hasta la etapa 5.

### Teoría del dominio social
Elliot Turiel defendió un enfoque de dominio social para la cognición social, delineando cómo los individuos diferencian conceptos morales (imparcialidad, igualdad, justicia), sociales (convenciones, funcionamiento grupal, tradiciones) y psicológicos (personal, prerrogativa individual) desde las primeras etapas del desarrollo a lo largo de todo el siglo. esperanza de vida. Durante los últimos 40 años, los resultados de las investigaciones han respaldado este modelo, demostrando cómo niños, adolescentes y adultos diferencian las reglas morales de las reglas convencionales, identifican el dominio personal como un dominio no regulado y evalúan situaciones multifacéticas (o complejas) que involucran más de un dominio. Esta investigación se ha realizado en una amplia gama de países (Argentina, Australia, Brasil, Canadá, China, Colombia, Alemania, Hong Kong, India, Italia, Japón, Corea, Nigeria, España, Suiza, Turquía, Reino Unido, Estados Unidos, Virgin Islas) y con niños rurales y urbanos, para comunidades de bajos y altos ingresos y culturas tradicionales y modernas. La teoría del dominio social de Turiel demostró que los niños eran en realidad más jóvenes en el desarrollo de estándares morales de lo que predijeron los psicólogos anteriores.

### Desarrollos contemporáneos
Durante los últimos 20 años, los investigadores han ampliado el campo del desarrollo moral, aplicando juicio moral, razonamiento y atribución de emociones a temas como el prejuicio, la agresión, la teoría de la mente, las emociones, la empatía, las relaciones entre pares y las interacciones entre padres e hijos. El Manual de Desarrollo Moral (2006), editado por Melanie Killen y Judith Smetana, proporciona una amplia gama de información sobre estos temas que se tratan en el desarrollo moral actual. Uno de los principales objetivos era proporcionar una idea del estado actual del campo del desarrollo moral.

## Cognición e intencionalidad
Un sello distintivo de la comprensión moral es la intencionalidad, que puede definirse como «una atribución de las intenciones del objetivo hacia otro» o un sentido de propósito o dirección hacia un determinado resultado. Según los investigadores Malle, Moses y Baldwin (2001), cinco componentes componen el concepto de intencionalidad de las personas: una acción se considera intencional si una persona tiene (a) un deseo de un resultado, (b) una creencia de que la acción conducirá al resultado, (c) la intención de realizar la acción, (d) la habilidad para realizar la acción y (e) la conciencia al realizarla.
Investigaciones recientes sobre la teoría de la mente (ToM) de los niños se han centrado en cuándo los niños comprenden las intenciones de los demás. El concepto moral de la intencionalidad de uno se desarrolla con la experiencia en el mundo. Yuill (1984) presentó pruebas de que la comprensión de las propias intenciones desempeña un papel en el juicio moral, incluso en niños pequeños. Killen, Mulvey, Richardson, Jampol y Woodward (2011) presentan evidencia de que al desarrollar la competencia de creencias falsas (ToM), los niños son capaces de utilizar información sobre las propias intenciones al emitir juicios morales sobre la aceptabilidad de actos y castigos, reconociendo que los transgresores accidentales, que no tienen intenciones hostiles, no deben ser considerados responsables de los resultados adversos.
En este estudio, los niños que carecían de competencia en creencias falsas tenían más probabilidades de atribuir la culpa a un transgresor accidental que los niños con competencia demostrada en creencias falsas. Además de la evidencia desde una perspectiva cognitiva social, la evidencia conductual sugiere que incluso los niños de tres años pueden tener en cuenta la intención de una persona y aplicar esta información al responder a situaciones. Vaish, Carpenter y Tomasello (2010), por ejemplo, presentaron evidencia de que los niños de tres años están más dispuestos a ayudar a una persona neutral o servicial que a una persona dañina. Más allá de identificar la propia intencionalidad, la comprensión del estado mental juega un papel crucial en la identificación de la victimización. Si bien las señales obvias de angustia (por ejemplo, el llanto) permiten que incluso los niños de tres años identifiquen a las víctimas de un daño, no es hasta alrededor de los seis años que los niños pueden apreciar que una persona puede ser una víctima involuntaria de un daño, incluso en la ausencia de angustia evidente. En su estudio, Shaw y Wainryb (2006) descubrieron que los niños mayores de seis años interpretan el cumplimiento, la resistencia y la subversión ante solicitudes ilegítimas (por ejemplo, limpiar mi casillero) desde la perspectiva de la víctima. Es decir, juzgan que las víctimas que se resisten a las solicitudes ilegítimas se sentirán mejor que las víctimas que las cumplen.

## Emociones
Las cuestiones morales tienden a ser cuestiones cargadas de emociones que evocan fuertes respuestas afectivas. En consecuencia, es probable que las emociones desempeñen un papel importante en el desarrollo moral. Sin embargo, actualmente existe poco consenso entre los teóricos sobre cómo las emociones influyen en el desarrollo moral. La teoría psicoanalítica, fundada por Freud, enfatiza el papel de la culpa en la represión de las pulsiones primarias. La investigación sobre el comportamiento prosocial se ha centrado en cómo las emociones motivan a los individuos a realizar actos morales o altruistas. Las teorías del desarrollo sociocognitivo han comenzado recientemente a examinar cómo las emociones influyen en los juicios morales. Los teóricos intuicionistas afirman que los juicios morales pueden reducirse a respuestas emocionales instintivas e inmediatas provocadas por dilemas morales.
La investigación sobre el desarrollo socioemocional y el desarrollo prosocial ha identificado varias «emociones morales» que se cree que motivan el comportamiento moral e influyen en el desarrollo moral. Se dice que estas emociones morales están vinculadas al desarrollo moral porque son evidencia y reflejo del conjunto de valores morales de un individuo, que deben haber pasado por el proceso de internalización en primer lugar. La manifestación de estas emociones morales puede ocurrir en dos momentos distintos: antes o después de la ejecución de un acto moral o inmoral. Una emoción moral que precede a una acción se denomina emoción anticipatoria, y una emoción moral que sigue a una acción se denomina emoción poderosa. Las emociones primarias constantemente relacionadas con el desarrollo moral son la culpa, la vergüenza, la empatía y la simpatía. La culpa se ha definido como «una emoción basada en la agitación o un sentimiento doloroso de arrepentimiento que se despierta cuando el actor causa, anticipa causar o está asociado con un evento aversivo». La vergüenza se utiliza a menudo como sinónimo de culpa, pero implica una respuesta más pasiva y abatida ante un mal percibido. La culpa y la vergüenza se consideran emociones «autoconscientes» porque son de primordial importancia para la autoevaluación de un individuo. Además, existe una diferencia mayor entre culpa y vergüenza que va más allá del tipo de sentimientos que puedan provocar en un individuo. Esta diferencia radica en que estas dos emociones morales no pesan lo mismo en cuanto a su impacto en los comportamientos morales. Los estudios sobre los efectos de la culpa y la vergüenza en las conductas morales han demostrado que la culpa tiene una mayor capacidad para disuadir a un individuo de tomar decisiones inmorales, mientras que la vergüenza no parece tener ningún efecto disuasorio sobre las conductas inmorales. Sin embargo, diferentes tipos de comportamientos en diferentes tipos de poblaciones, bajo diferentes circunstancias, podrían no generar los mismos resultados. A diferencia de la culpa y la vergüenza, la empatía y la simpatía se consideran emociones morales orientadas a los demás. La empatía se define comúnmente como una respuesta afectiva producida por la aprehensión o comprensión del estado emocional de otra persona, que refleja el estado afectivo de la otra persona. De manera similar, la simpatía se define como una respuesta emocional producida por la aprehensión o comprensión del estado emocional de otra persona que no refleja el efecto del otro, sino que hace que uno exprese preocupación o tristeza por el otro.
La relación entre la acción moral y las emociones morales ha sido ampliamente investigada. Se ha descubierto que los niños muy pequeños expresan sentimientos de cuidado y empatía hacia los demás, mostrando preocupación por el bienestar de los demás. Las investigaciones han demostrado consistentemente que cuando se induce la empatía en un individuo, es más probable que él o ella participe en un comportamiento prosocial posterior. Además, otras investigaciones han examinado las emociones de vergüenza y culpa relacionadas con el comportamiento empático y prosocial de los niños.
Si bien las emociones sirven como información para los niños en sus interpretaciones sobre las consecuencias morales de los actos, sólo recientemente se ha investigado el papel de las emociones en los juicios morales de los niños. Algunos enfoques para estudiar las emociones en los juicios morales provienen de la perspectiva de que las emociones son intuiciones automáticas que definen la moralidad. Otros enfoques enfatizan el papel de las emociones como retroalimentación evaluativa que ayuda a los niños a interpretar actos y consecuencias. Las investigaciones han demostrado que los niños atribuyen diferentes resultados emocionales a los actores involucrados en transgresiones morales que a los involucrados en transgresiones convencionales (Arsenio y Fleiss, 1996). Las emociones pueden ayudar a los individuos a priorizar entre diferentes informaciones y posibilidades y reducir las demandas de procesamiento de información para limitar el alcance del proceso de razonamiento (Lemerise y Arsenio, 2000). Además, Malti, Gummerum, Keller y Buchmann (2009) encontraron diferencias individuales en cómo los niños atribuyen emociones a las víctimas y a los victimarios.

## A lo largo de la vida

### Niño
Los bebés, cuando recién llegan al mundo, no son conscientes de la moralidad ni de las reglas en general. Esto los coloca en una etapa de la vida en la que se concentran en aprender sobre el mundo que los rodea a través de las personas que los rodean. Son capaces de captar las conexiones sociales y la amabilidad, incluso si no son explícitamente conscientes de las señales o reglas sociales.
Un niño no debe rendir cuentas por sus malas acciones porque se lo considera amoral. Los bebés no tienen la capacidad de comprender la moralidad en esta etapa de su vida. La infancia abarca desde el nacimiento hasta los dos años. Es durante este tiempo que los bebés aprenden a ser prosociales y empáticos observando a quienes los rodean.

#### Formación moral temprana
Roger Burton da un ejemplo de formación moral temprana. Roger Burton observó a su hija Ursula, de 1 año, tomar los dulces de Halloween de su hermana. La hermana mayor rápidamente regañó al bebé por hacerlo. Después de una semana, la niña fue a robar dulces nuevamente, pero esta vez fue confrontada por su madre. Una vez más, la bebé robó los dulces de su hermana, por lo que Burton se acercó él mismo a su hija. Cuando Burton estaba a punto de decirle algo a Úrsula, ella habló y dijo: «No, esto es de María, no de Úrsula». Este ejemplo específico dado por Burton muestra cómo el niño crece e imputa moralidad de manera lenta pero segura. Con el tiempo, los bebés empiezan a comprender que su comportamiento puede tener repercusiones. Los bebés aprenden observando el entorno que los rodea. Un niño de 1 año puede dejar de cometer una determinada acción debido a sentimientos de aprensión debidos a experiencias pasadas de crítica. Tanto la desaprobación como la recompensa son factores clave para promover el desarrollo de los bebés. Si un bebé es especialmente cercano a su madre, su desaprobación y recompensa tienen mucho más impacto en este proceso que lo que sería para un bebé que no estaba apegado a su madre. Los bebés son excelentes para leer las emociones de los demás, lo que a su vez los orienta a saber qué es bueno y qué es malo. Un fuerte vínculo entre padres e hijos es la clave para tener éxito en la socialización de los bebés. Si la relación entre ambos no es estable a los 15 meses, a los 4 el niño mostrará animosidad y comportamiento problemático. A los 5 años es probable que el niño muestre signos de comportamiento destructivo. Para garantizar que esto no suceda, es necesaria una orientación mutuamente receptiva entre padres e hijos. Es decir, «Una relación estrecha, emocionalmente positiva y cooperativa en la que el niño y el cuidador se preocupan mutuamente y son sensibles a las necesidades de cada uno». Con este vínculo, los padres pueden ayudar a que crezca la conciencia de sus hijos.

#### Empatía y comportamiento prosocial
Empatía y comportamiento prosocial: a diferencia de lo que dijeron Freud, Kohlberg y Piaget acerca de que los bebés se centran únicamente en sí mismos, Krebs tiene una visión diferente del bebé. La visión de Krebs sobre los bebés es que pueden expresar y expresan signos de empatía y comportamiento prosocial. Después de nacer, los recién nacidos muestran empatía de forma primitiva al mostrar signos de agonía al escuchar llorar a otros bebés. Aunque no es seguro si estos bebés pueden distinguir entre su propio llanto y el de otros bebés, Martin Hoffman explica que entre 1 y 2 años los bebés son más capaces de realizar actos morales reales. Hoffman observó la reacción de un niño de 2 años ante otro niño angustiado. El niño de 2 años le ofreció su propio osito de peluche a su compañero. Este simple acto muestra que el niño de 2 años se estaba poniendo en el lugar de su compañero Carolyn Zahn-Waxler y su equipo realizaron otro estudio sobre este tema. Waxler descubrió que más de la mitad de los bebés involucrados participaron en al menos un acto de conducta prosocial Hoffman siente que a medida que los niños maduran, la empatía a su vez se vuelve menos sobre uno mismo y más sobre el desarrollo cognitivo.

### Infancia
Uno de los principales contribuyentes a la comprensión de la moralidad infantil, como se mencionó anteriormente, fue Kohlberg. Mientras que, en estas edades más tempranas, los niños ven las reglas como fuerzas inamovibles que no se pueden cambiar. Estas tienden a ser implementadas por quienes consideran que tienen autoridad.
Kohlberg también dijo que el desarrollo moral no se detiene o se completa en un momento o etapa determinada, sino que es continuo y ocurre a lo largo de toda la vida de una persona. Kohlberg utilizó historias conocidas como dilemas de Heinz, que son historias controvertidas, para ver qué sentía la gente que era moralmente aceptable y qué no. A partir de ahí desarrolló su teoría con sus seis etapas de desarrollo moral que son: obediencia, interés propio, conformidad, ley y orden, derechos humanos y ética humana universal.

#### Sopesando intenciones
Como se mencionó anteriormente, Kohlberg creía que el desarrollo moral era algo continuo y que a través de las experiencias se desarrolla y se adapta. Además, en el pensamiento moral de los niños llega un momento en el que la moralidad y las decisiones morales se toman en función de las consecuencias, es decir, que empiezan a sopesar las intenciones para decidir y aprender si algo está moralmente bien o no.
Un ejemplo de esto se puede ver en la identificación de las intenciones de comportamientos específicos. Nosotros, como sociedad, también operamos de esa manera porque el mismo resultado o comportamiento puede considerarse aceptable si las intenciones fueran buenas, versus otro momento en el que las intenciones fueran malas y en ese caso sería inaceptable. En una situación en la que un niño intenta ayudar a sus padres a limpiar y extravía algo accidentalmente, se perdona fácilmente y se considera moralmente aceptable porque sus intenciones eran buenas. Sin embargo, si el niño escondió intencionalmente el objeto para que sus padres no lo encontraran, es moralmente inaceptable porque las intenciones eran malas. En definitiva, es la misma situación y el mismo resultado, pero las intenciones son diferentes. A la edad de 10 a 11 años, los niños se dan cuenta de este concepto y comienzan a justificar sus acciones y comportamientos sopesando sus intenciones.

#### Comprender las reglas
En la teoría del desarrollo moral de Kohlberg hay seis etapas definidas. La primera etapa se llama orientación hacia la obediencia y el castigo. Y esta etapa se rige por el concepto de tener reglas, leyes y cosas que uno debe seguir. En los niños existe un conjunto de reglas establecidas por sus figuras de autoridad, que muchas veces son sus padres. En esta etapa del desarrollo moral, la moralidad se define por estas reglas y leyes que, según ellos, están escritas en piedra y nunca pueden cambiar. Para un niño, estas reglas nunca pueden estar equivocadas y definen el bien y el mal y muestran la diferencia entre ellos. Sin embargo, más adelante, estas reglas se vuelven más bien pautas y pueden cambiar según la situación en la que se presentan. Otro aspecto de estas reglas es el concepto de castigo y refuerzo y así es como los niños se dan cuenta de lo que se considera moralmente bueno o no.
Un ejemplo de esto está en los dilemas utilizados por Kohlberg, cuando pedía a los niños que justificaran o juzgaran la situación y su respuesta siempre se justificaba con algo parecido a «esto no es justo» o «esto está mal porque mentir es malo», etc. Esto muestra que en esta etapa particular los niños aún no son miembros contribuyentes en términos de desarrollo moral.

#### Aplicando la teoría de la mente
La teoría de la mente nos dice que los niños necesitan desarrollar un sentido de sí mismos para poder desarrollar la moralidad y los conceptos morales. A medida que el niño se desarrolla, necesita experimentar y observar para darse cuenta de cómo encaja en la sociedad y, en algún momento, convertirse en parte de ella, estableciendo así un sentido de identidad propia. Este sentido de identidad propia depende de muchas cosas y es importante desarrollarlo y aprender de esas etapas para poder comprender plenamente el bien y el mal.

#### Socialización moral
La socialización moral habla de cómo se transmite la moral. Esta perspectiva dice que los adultos o los padres transmiten y enseñan a sus hijos el comportamiento aceptable a través de técnicas y enseñanza, así como castigos y refuerzos. Esto muestra entonces que los niños que aprenden y desarrollan la moral saben escuchar y son más dóciles y es por eso que se desarrollan moralmente. Por lo tanto, si un padre no le enseña eso a su hijo, el niño no desarrollará la moralidad. La socialización moral también cuenta con estudios que demuestran que los padres que utilizan técnicas no violentas ni agresivas e incondicionales crían a sus hijos con más conciencia. Por tanto, estos niños tienen más sentido de la moralidad y están más desarrollados moralmente.

### Adolescencia
A medida que un individuo madura, pasa de una comprensión moral estricta y clara que se basa en aquellos que considera que tienen autoridad a ser capaz de pensar por sí mismo y aprender sobre lo que piensa. Se encuentran en la etapa de la vida en la que se están independizando más de sus padres y descubriendo quiénes son, y al hacerlo, esto puede causar confusión inicial cuando se trata de temas como la moralidad.

#### Cambios en el razonamiento moral.
Los años de la adolescencia son un período importante para el crecimiento moral. El rango porcentual de razonamiento moral muestra que el razonamiento preconvencional (etapas uno y dos) disminuye rápidamente a medida que llegan a la adolescencia. Durante la adolescencia, el razonamiento convencional (etapas tres y cuatro) se convierte en el modo centralizado de pensamiento moral. Los adolescentes de primer año reflejan la etapa 2 (hedonismo instrumental) - «trata a los demás como te gustaría que te traten a ti» - o la etapa 3 (buen chico o buena chica), que implica ganarse la aprobación y ser educado. Casi la mitad del porcentaje de jóvenes de 16 a 18 años muestran razonamiento de etapa 3 y solo una quinta parte fueron calificados como argumentos de etapa 4 (autoridad y moralidad para mantener el orden social). A medida que los adolescentes comienzan a envejecer, comienzan a adoptar una perspectiva social más amplia y a actuar de manera que beneficie al sistema social. La principal tendencia de desarrollo del razonamiento moral se produce durante el cambio del razonamiento preconvencional al convencional. Durante el cambio, los individuos aplican normas morales que han sido transmitidas por la autoridad. Muchos adolescentes caracterizan a una persona moral como solidaria, justa y honesta. Los adolescentes que muestran estos aspectos tienden a avanzar en su razonamiento moral.

#### Comportamiento antisocial
Los adolescentes que no internalizan los estándares morales de la sociedad tienen más probabilidades de verse involucrados en conductas antisociales como atracos, violaciones, robos a mano armada, etc. La mayoría de los adultos antisociales comienzan su mal comportamiento en la niñez y continúan hasta la adolescencia. El mal comportamiento observado en la niñez aumenta, lo que resulta en delincuencia juvenil en la adolescencia. Acciones como abandonar la escuela prematuramente, tener dificultades para mantener un trabajo y luego participar en infracciones de la ley cuando sean adultos. A los niños que participan en estas actividades riesgosas se les diagnostica un trastorno de conducta y luego desarrollarán un trastorno de personalidad antisocial. Hay al menos dos resultados de los jóvenes antisociales. En primer lugar, un grupo notable de niños que están involucrados en la crueldad hacia los animales y la violencia entre sus compañeros, que luego progresa constantemente a lo largo de toda su vida. El segundo grupo está formado por la población más amplia de adolescentes que se portan mal principalmente debido a la presión de sus compañeros pero que superan este comportamiento cuando llegan a la edad adulta. Es más probable que los jóvenes dependan del razonamiento moral preconvencional. Algunos delincuentes carecen de un sentido bien desarrollado del bien y del mal. La mayoría de los delincuentes pueden razonar de manera convencional, pero cometen actos ilegales de todos modos.

#### Modelo de procesamiento de información social de Dodge
Kenneth Dodge avanzó en la comprensión del comportamiento agresivo/agresivo al crear su modelo de procesamiento de información social. Creía que las represalias de las personas ante la frustración, la ira o la provocación no dependen tanto de las señales sociales de la situación como de la forma en que procesan e interpretan esta información. Un individuo que es provocado pasa por un proceso de seis pasos en el procesamiento de información. Según la esquiva, el individuo codificará e interpretará señales y luego aclarará los objetivos. A continuación, responderá a la búsqueda y a la decisión, pensando en posibles acciones para alcanzar el objetivo y luego sopesará los pros y los contras de las opciones alternativas. Finalmente, realizará una representación conductual o actuará. Las personas no siguen estos pasos en el orden exacto en todos los casos, pueden tomar dos y trabajar en ellos simultáneamente o repetir los pasos. Además, un individuo puede obtener información no sólo de la situación actual, sino también de una experiencia social similar previa y trabajar a partir de ella. Los seis pasos en el procesamiento de la información social avanzan a medida que uno envejece.

#### Los entornos familiares coercitivos de Patterson
Gerald Patterson observó que los niños y adolescentes altamente antisociales tienden a criarse en entornos familiares coercitivos en los que los miembros de la familia intentan controlar a los demás mediante tácticas coercitivas negativas. Los padres de estos hogares se dan cuenta de que pueden controlar a sus hijos temporalmente amenazándolos y proporcionándoles refuerzos negativos. El niño también aprende a utilizar el refuerzo negativo para conseguir lo que quiere ignorando, lloriqueando y haciendo berrinches. Al final, ambas partes (padres e hijos) pierden todo el control de la situación y no se resuelve nada. Se hace evidente cómo se educa a un niño en cómo se volverá muy hostil o presentará agresividad para resolver todas sus disputas. Patterson analiza cómo crecer en un entorno familiar coercitivo crea un adolescente antisocial debido al hecho de que ya es desagradable estar cerca de él, comienzan a tener un bajo rendimiento en la escuela y son rechazados por todos sus compañeros. Sin otra opción, recurren a jóvenes antisociales y de bajo rendimiento que fomentan el mal comportamiento. La teoría de Dodge está bien respaldada por muchos casos de crianza ineficaz que contribuyen a los problemas de conducta del niño, la asociación con grupos antisociales y, como resultado, un comportamiento antisocial en la adolescencia.

#### Naturaleza y educación
La siguiente teoría que puede contribuir al comportamiento antisocial es la que existe entre la predisposición genética y las experiencias de aprendizaje social. La agresión se ve más en el aspecto evolutivo. Un ejemplo es que los hombres son más agresivos que las mujeres y están involucrados en el triple de delitos. La agresión ha estado presente en los machos durante siglos debido a la dependencia masculina de la dominancia para competir por parejas y transmitir genes a generaciones posteriores. La mayoría de las personas nacen con temperamentos, tendencias impulsivas y otras características que se relacionan con un delincuente. Aunque los aspectos predispuestos tienen un gran efecto en el comportamiento del adolescente, si el niño crece en una familia disfuncional y recibe una mala crianza o está involucrado en un ambiente abusivo, eso aumentará enormemente las posibilidades de que aparezcan comportamientos antisociales.

#### Cambios en el razonamiento moral
Lawrence Kohlberg ha dirigido la mayoría de los estudios basados en el desarrollo moral en adultos. En los estudios de Kohlberg, los sujetos se clasifican correspondientemente en una de las seis etapas. La etapa 1 se llama Orientación a la obediencia y el castigo. La etapa 1 es la moralidad preconvencional porque el sujeto ve la moralidad de una manera egocéntrica. La etapa 2 también se considera moralidad preconvencional y se denomina Individualismo e Intercambio. En esta etapa, el individuo todavía está concentrado en sí mismo y en el entorno que lo rodea. Las etapas 3 y 4 están en el nivel 2, Moralidad Convencional. La etapa 3 se llama Relaciones Interpersonales y es el punto en el que el individuo se da cuenta de que las personas deben comportarse bien no sólo para el beneficio de ellos mismos sino también de la familia y la comunidad. Etapa 4, Mantenimiento del orden social, el individuo está más concentrado en la sociedad en su conjunto. Las etapas 5 y 6 están ambas en el nivel 3, Moralidad posconvencional. La etapa 5 es el contrato social y los derechos individuales. En esta etapa la gente está contemplando qué es lo que hace que una sociedad sea buena y no sólo qué es lo que hace que una sociedad funcione sin problemas. Etapa 6, Principios Universales es la última etapa que interpreta los fundamentos de la justicia Kohlberg completó un estudio de 20 años y descubrió que la mayoría de los adultos de 30 años se encontraban en las etapas 3 y 4, el nivel convencional. Según este estudio todavía hay espacio para el desarrollo moral en la edad adulta.

#### La teoría de Kohlberg en perspectiva
La teoría del desarrollo moral de Kohlberg influyó mucho en el cuerpo de conocimientos científicos. Dicho esto, ahora se está evaluando y los investigadores buscan una explicación más exhaustiva del desarrollo moral. Kohlberg afirmó que no hay variación en sus etapas de desarrollo. A pesar de esto, las investigaciones modernas explican que los niños son moralmente más maduros de lo que Kohlberg había observado. Además de eso, no hay evidencia sólida que sugiera que las personas pasen de lo convencional a lo posconvencional. Por último, ahora se sabe que la teoría de Kohlberg está sesgada en contra de muchas personas.

#### Nuevos enfoques de la moralidad
El foco principal de los desarrollistas ahora es cuán importante es la emoción en términos de moralidad. Los investigadores del desarrollo están examinando las emociones de niños y adultos cuando exhiben un buen y un mal comportamiento. Los médicos también están contemplando la importancia de los sentimientos y corazonadas innatos con respecto a la moralidad. Los investigadores también han ideado modelos de moralidad de proceso dual. Este proceso examina la deliberación racional de Kohlberg, así como el estudio más reciente de los sentimientos y emociones innatos. Joshua Green es un académico que respalda los modelos de moralidad de proceso dual y siente que hay diferentes situaciones que requieren cada punto de vista. En definitiva, hay muchos factores que entran en juego a la hora de decidir si una persona se comportará de cierta manera cuando se enfrenta a una decisión moral.

## Papel de las influencias interpersonales, intergrupales y culturales
Se ha demostrado que las interacciones y experiencias de los niños con cuidadores y compañeros influyen en el desarrollo de su comprensión y comportamiento moral Los investigadores han abordado la influencia de las interacciones interpersonales en el desarrollo moral de los niños desde dos perspectivas principales: Socialización/Internalización y la teoría del dominio social.
La investigación desde la perspectiva de la teoría del dominio social se centra en cómo los niños distinguen activamente el comportamiento moral del convencional basándose en parte en las respuestas de los padres, maestros y compañeros. El dominio social sugiere que existen diferentes áreas de razonamiento que coexisten en el desarrollo, entre las que se incluyen la social (preocupaciones por las convenciones y la agrupación), la moral (imparcialidad, la justicia y los derechos) y la psicológica (preocupaciones por las metas personales y la identidad). Los adultos tienden a responder a las transgresiones morales de los niños (por ejemplo, pegar o robar) llamando la atención del niño sobre el efecto de sus acciones en los demás, y haciéndolo de manera consistente en diversos contextos. Por el contrario, es más probable que los adultos respondan a las fechorías convencionales de los niños (p. ej., usar sombrero en el aula, comer espaguetis con los dedos) recordándoles reglas específicas y haciéndolo sólo en ciertos contextos (p. ej., en la escuela pero no en casa). Los compañeros responden principalmente a transgresiones morales pero no convencionales y demuestran angustia emocional (por ejemplo, llorar o gritar) cuando son víctimas de transgresiones morales pero no convencionales.
La investigación desde una perspectiva de socialización/internalización se centra en cómo los adultos transmiten estándares o reglas de comportamiento a los niños a través de técnicas de crianza y por qué los niños internalizan o no esos valores. Desde esta perspectiva, el desarrollo moral implica un mayor cumplimiento e internalización por parte de los niños de las reglas, solicitudes y estándares de conducta de los adultos. Utilizando estas definiciones, los investigadores encuentran que los comportamientos de los padres varían en la medida en que fomentan la internalización de valores en los niños y que estos efectos dependen parcialmente de los atributos del niño, como la edad y el temperamento. Por ejemplo, Kochanska (1997) demostró que la disciplina suave de los padres promueve mejor el desarrollo de la conciencia en niños temperamentalmente temerosos, pero que la capacidad de respuesta de los padres y una orientación mutuamente receptiva entre padres e hijos promueven mejor el desarrollo de la conciencia en niños temperamentalmente intrépidos. Estas influencias de los padres ejercen sus efectos a través de múltiples vías, incluido el aumento de la experiencia de las emociones morales de los niños (por ejemplo, culpa, empatía) y su autoidentificación como individuos morales. El desarrollo se puede dividir en múltiples etapas; sin embargo, los primeros años de desarrollo generalmente se forman a los 5 años de edad. Según las investigaciones de Freud, las relaciones tempranas entre el niño y sus padres suelen proporcionar la base para el desarrollo de la personalidad y la formación de la moralidad.
Los investigadores interesados en las actitudes y comportamientos intergrupales relacionados con un desarrollo moral han abordado el estudio de los estereotipos, los prejuicios y la discriminación en niños y adolescentes desde varias perspectivas teóricas. Algunos, pero no limitados a, son de estos marcos teóricos: Teoría del Desarrollo Cognitivo; Teoría del Dominio Social; Teoría del desarrollo de la identidad social Teoría del desarrollo intergrupal Dinámica subjetiva de grupo Teorías implícitas y teoría del contacto intergrupal. La plétora de enfoques de investigación no es sorprendente dada la multitud de variables (p. ej., identidad grupal, estatus grupal, amenaza grupal, normas grupales, contacto intergrupal, creencias individuales y contexto) que deben considerarse al evaluar las actitudes intergrupales de los niños. Si bien la mayor parte de esta investigación ha investigado las relaciones bidimensionales entre cada uno de los tres componentes: estereotipos, prejuicios y discriminación (por ejemplo, el papel de los estereotipos en los prejuicios intergrupales, el uso de estereotipos para razonar sobre la discriminación intergrupal, cómo los prejuicios se manifiestan en discriminación), muy pocos han abordado los tres aspectos de las actitudes y comportamientos intergrupales juntos.
En la investigación del desarrollo intergrupal, los estereotipos se definen como juicios hechos sobre los atributos de un individuo basados en la pertenencia a un grupo. Los estereotipos son más complejos que los juicios regulares porque requieren que uno reconozca y comprenda a qué grupo pertenece un individuo para poder ser tratado de manera diferente deliberadamente debido a su asociación grupal. Estos grupos pueden definirse por género, raza, religión, cultura, nacionalidad y etnia. Los psicólogos sociales se centran en los estereotipos como un componente cognitivo que influye en los comportamientos intergrupales y tienden a definirlos como conceptos fijos asociados con una categoría. El prejuicio, por otro lado, se define en términos de actitudes negativas o expresiones afectivas hacia todo un grupo o miembros de un grupo. Los estereotipos y prejuicios negativos pueden manifestarse en discriminación hacia un exogrupo, y en el caso de niños y adolescentes, esto puede manifestarse en forma de exclusión de grupos de pares y de la comunidad en general (Killen y Rutland, 2011). Tales acciones pueden impactar negativamente a un niño a largo plazo en el sentido de debilitar su confianza, autoestima e identidad personal.
Una manera explícita en que las sociedades pueden socializar a los individuos es a través de la educación moral. Solomon y colegas (1988) presentan evidencia de un estudio que integró enfoques de instrucción directa y reflexión guiada para el desarrollo moral, con evidencia de aumentos resultantes en el comportamiento prosocial espontáneo.
La cultura también puede contribuir de manera clave a las diferencias morales dentro de la sociedad. El comportamiento prosocial, que beneficia a otros, es mucho más probable en sociedades con objetivos sociales concretos que en sociedades que enfatizan al individuo. Por ejemplo, los niños que se crían en China acaban adoptando los ideales comunistas colectivos de su sociedad. Los niños aprenden a mentir y negar la responsabilidad de lograr algo bueno en lugar de buscar reconocimiento por sus acciones. Los primeros indicios de comportamiento prosocial incluyen compartir juguetes y consolar a amigos angustiados, y estas características se pueden observar en el comportamiento de un individuo desde la infancia y la niñez. A partir del preescolar, compartir, ayudar y otros comportamientos prosociales se vuelven más comunes, particularmente en las mujeres, aunque las diferencias de género en el comportamiento prosocial no son evidentes en todos los contextos sociales.

### Relativismo moral
El relativismo moral, también llamado «relativismo cultural», sugiere que la moralidad es relativa a cada cultura. No se puede emitir correctamente un juicio moral sobre miembros de otras culturas excepto según sus estándares culturales cuando las acciones violan un principio moral, que puede diferir del propio. Shweder, Mahapatra y Miller (1987) defendieron la noción de que diferentes culturas definían los límites de la moralidad de manera diferente. El término también es diferente del subjetivismo moral, que significa que la verdad moral es relativa al individuo. El relativismo moral puede identificarse como una forma de escepticismo moral y, a menudo, se lo identifica erróneamente como pluralismo moral . Se opone a la actitud de superioridad moral y etnocentrismo que se encuentran en el absolutismo moral y las opiniones del universalismo moral. Turiel y Perkins (2004) defendieron la universalidad de la moralidad, centrándose principalmente en la evidencia a lo largo de la historia de los movimientos de resistencia que luchan por la justicia afirmando los derechos individuales de autodeterminación. Miller (2006) propone una variabilidad cultural en la prioridad dada a las consideraciones morales (por ejemplo, la importancia de la ayuda prosocial). En lugar de variabilidad en lo que los individuos consideran moral (imparcialidad, justicia, derechos). Wainryb (2006), por el contrario, demuestra que los niños de diversas culturas, como Estados Unidos, India, China, Turquía y Brasil, comparten una visión generalizada sobre la defensa de la justicia y la ilicitud de infligir, entre otras. Las culturas varían en cuanto a convenciones y costumbres, pero no en principios de justicia, que parecen surgir muy temprano en el desarrollo, antes de que influya la socialización. Wainryb (1991; 1993) muestra que muchas diferencias culturales aparentes en los juicios morales se deben a diferentes suposiciones o creencias informativas sobre cómo funciona el mundo. Cuando las personas tienen diferentes creencias sobre los efectos de las acciones o el estatus de diferentes grupos, sus juicios sobre la nocividad o la justicia de los comportamientos a menudo difieren, incluso cuando aplican los mismos principios morales.

### Religión
El papel de la religión en la cultura puede influir en el desarrollo moral y el sentido de identidad moral de un niño. Los valores se transmiten a través de la religión, que para muchos está indisolublemente ligada a la identidad cultural. El desarrollo religioso a menudo va de la mano con el desarrollo moral de los niños, ya que da forma a sus conceptos sobre el bien y el mal. Los aspectos intrínsecos de la religión pueden tener un impacto positivo en la internalización y el simbolismo de la identidad moral. El niño puede internalizar la moral de los padres si una religión es una actividad familiar o la moral del grupo social religioso al que pertenece el niño. El desarrollo religioso refleja las etapas de desarrollo cognitivo y moral de los niños. Nucci y Turiel (1993), por otro lado, propusieron que el desarrollo de la moralidad es distinto de la comprensión de las reglas religiosas al evaluar las reacciones de los individuos sobre si las reglas religiosas morales y no morales dependían de la palabra de Dios y si un acto dañino podría ser justificado como moralmente correcto basado en los mandamientos de Dios. Los niños forman su comprensión de cómo ven el mundo, a sí mismos o a los demás y pueden comprender que no todas las reglas religiosas se aplican a la moral, las estructuras sociales o las diferentes religiones.

### Desarrollo moral en las culturas occidental y oriental
La moralidad se entiende de manera diferente según las culturas, y esto ha producido importantes desacuerdos entre los investigadores. Según Jia y Krettenauer, los investigadores occidentales a menudo pueden considerar universales los conceptos occidentales de moralidad; sin embargo, es importante considerar otros puntos de vista porque dichos conceptos dependen del contexto; Las expectativas sociales varían ampliamente en todo el mundo e incluso tienen diferentes interpretaciones de lo que constituye bueno o justo.
Algunos investigadores han teorizado que las motivaciones morales de una persona se originan en su «identidad moral», o el grado en que se perciben a sí mismas como individuos morales. Sin embargo, otros investigadores creen que esta visión es limitada porque no da cuenta de culturas más colectivistas que individualistas en sus valores sociales. Además, «los conceptos de justicia, equidad y daño a los individuos» se enfatizan como elementos centrales de la moralidad en las culturas occidentales, mientras que «los conceptos de interdependencia, armonía social y el papel de la socialización cultural» se enfatizan como elementos centrales de la moralidad en las culturas orientales. culturas. Los estudios muestran que la gente en Taiwán se centró en la ética de la comunidad, mientras que la gente en los Estados Unidos se centró en la ética de la autonomía.
Además, en un análisis sobre el desarrollo moral en los adolescentes, Hart y Carlo mencionan que un estudio encontró que la mayoría (casi ¾) de los adultos estadounidenses tenían opiniones negativas sobre los adolescentes. Este estudio menciona que los términos utilizados por estos adultos «sugerían deficiencias morales», y que sólo el 15% de los adultos describieron positivamente a los adolescentes. Además, los resultados de la encuesta muestran que los adultos creen que el mayor problema de los adolescentes es la falta de aprendizaje e incorporación de valores morales en la vida. Aunque esta deficiencia percibida y las implicaciones para la sociedad son inexactas, la percepción ha hecho que la investigación sobre el desarrollo moral sea más común. Otro estudio en el análisis sugiere que aquellos que participaron en conductas prosociales en la edad adulta tenían más probabilidades de haber participado en las mismas conductas en la adolescencia. Este análisis sugiere que un aspecto notable que se encuentra en las culturas occidentales es el impacto que tienen los pares en el desarrollo moral en la adolescencia, en comparación con la niñez. Además, los adolescentes tienden a experimentar mucha influencia externa en su desarrollo moral en comparación con la infancia, cuando las figuras paternas constituyen la mayoría de los ejemplos morales. Sin embargo, la adolescencia y la niñez carecen de una separación clara en las etapas de desarrollo moral; más bien, la adolescencia es cuando las habilidades morales aprendidas en la niñez se desarrollan completamente y se vuelven más refinadas de lo que se había visto anteriormente.

### Principios éticos transculturales
Algunos investigadores han desarrollado tres categorías para comprender los principios éticos que se encuentran transculturalmente: ética de la autonomía, ética de la comunidad y ética de la divinidad. La ética de la autonomía (derechos, libertad, justicia), que generalmente se enfatiza en las culturas individualistas/occidentales, se centra en proteger y promover la capacidad de los individuos para tomar decisiones basadas en sus preferencias personales. La ética de la comunidad (deberes, interdependencia y roles), que generalmente reciben más énfasis en las culturas colectivistas/orientales (y a menudo en las corporaciones), tiene como objetivo proteger la integridad de un grupo determinado, como una familia o una comunidad. La ética de la divinidad (orden natural, tradición, pureza) tiene como objetivo proteger la dignidad, el carácter y los aspectos espirituales de una persona. Estas tres dimensiones de comprensión forman una herramienta de investigación para estudiar el desarrollo moral en culturas que puede ayudar a determinar posibles rasgos universales en la vida de los individuos.

### Narración en comunidades indígenas americanas
En las comunidades indígenas americanas, la moralidad a menudo se enseña a los niños mediante la narración de cuentos. Puede proporcionar a los niños pautas para comprender los valores fundamentales de su comunidad, el significado de la vida y las ideologías de carácter moral de generaciones pasadas. La narración da forma a las mentes de los niños pequeños de estas comunidades y constituye el medio dominante para la comprensión y la base esencial para el aprendizaje y la enseñanza.
La narración de historias en la vida cotidiana se utiliza como una forma indirecta de enseñanza. Junto con las tareas domésticas diarias, se cuentan historias cargadas de lecciones de moral, ideales y ética. La mayoría de los niños de las comunidades indígenas americanas desarrollan un sentido de gran atención a los detalles de una historia para aprender de ellos y comprender por qué las personas hacen las cosas que hacen. La comprensión obtenida de la observación de un niño sobre la moralidad y la ética enseñadas a través de la narración le permite participar apropiadamente dentro de su comunidad.
Se utilizan animales específicos como personajes para simbolizar valores y puntos de vista específicos de la cultura en la narración, donde se enseña a los oyentes a través de las acciones de estos personajes. En la tribu Lakota, los coyotes suelen ser retratados como personajes embaucadores, que demuestran comportamientos negativos como codicia, imprudencia y arrogancia mientras que los osos y los zorros suelen ser vistos como personajes sabios, nobles y moralmente rectos de los que los niños aprenden a modelar. En estas historias, los personajes embaucadores a menudo se meten en problemas, enseñando así a los niños a evitar exhibir comportamientos negativos similares. La reutilización de personajes exige un resultado más predecible que los niños puedan comprender más fácilmente.

### Exclusión social
El contexto de exclusión intergrupal proporciona una plataforma adecuada para investigar la interacción de estas tres dimensiones de las actitudes y comportamientos intergrupales: prejuicios, estereotipos y discriminación. Los científicos del desarrollo que trabajan desde la perspectiva de la teoría del dominio social se han centrado en métodos que miden el razonamiento de los niños sobre escenarios de exclusión. Este enfoque ha ayudado a distinguir qué preocupaciones atienden los niños cuando se les presenta una situación en la que se produce exclusión. La exclusión de un grupo de pares podría generar preocupaciones sobre cuestiones morales (p. ej., equidad y empatía hacia los excluidos), cuestiones sociales convencionales (p. ej., tradiciones y normas sociales establecidas por instituciones y grupos) y cuestiones personales (p. ej., autonomía, preferencias individuales relacionadas). a amistades), y estas pueden coexistir dependiendo del contexto en el que se produce la exclusión. Tanto en contextos intergrupales como intergrupales, los niños necesitan aprovechar conocimientos y actitudes relacionados con sus propias identidades sociales, otras categorías sociales, las normas sociales asociadas con estas categorías, así como principios morales sobre el bienestar de los excluidos y el trato justo. emitir juicios sobre la exclusión social. La importancia de la moralidad surge cuando el proceso de evaluación de la exclusión social requiere abordar no sólo las tendencias predispuestas a la discriminación, los prejuicios, los estereotipos y los prejuicios, sino también los juicios internos sobre la justicia, la igualdad y los derechos individuales, que pueden resultar muy tarea compleja ya que a menudo evoca conflictos y dilemas derivados del hecho de que los componentes del primero a menudo desafían a los componentes del segundo.
Los hallazgos desde la perspectiva de la Teoría del Dominio Social muestran que los niños son sensibles al contexto de exclusión y prestan atención a diferentes variables al juzgar o evaluar la exclusión. Estas variables incluyen categorías sociales, los estereotipos asociados con ellas, las calificaciones de los niños definidas por la experiencia previa con una actividad, rasgos de personalidad y comportamiento que podrían ser perjudiciales para el funcionamiento del grupo, y la conformidad con las convenciones definidas por la identidad del grupo o el consenso social. En ausencia de información, los estereotipos pueden usarse para justificar la exclusión de un miembro de un exogrupo. Los rasgos de personalidad de uno y si él o ella se ajusta a comportamientos socialmente aceptados relacionados con la identidad también proporcionan criterios adicionales para la aceptación social y la inclusión por parte de sus pares. Además, las investigaciones han documentado la presencia de una transición que se produce a nivel de razonamiento detrás de los criterios de inclusión y exclusión de la niñez a la adolescencia. Los niños crecen, se vuelven más sintonizados con las cuestiones del funcionamiento y las convenciones del grupo y las sopesan en congruencia con las cuestiones de justicia y moralidad.

### Asignación de recursos
La asignación de recursos es una parte crítica del proceso de toma de decisiones para las personas con responsabilidad y autoridad públicas (por ejemplo, proveedores de atención médica). Cuando los recursos escasean, como en las comunidades rurales que experimentan situaciones en las que no hay suficientes alimentos para alimentar a todos, las autoridades en condiciones de tomar decisiones que afectan a esta comunidad pueden crear conflictos en varios niveles (por ejemplo, personal, financiero, social, etc.). El conflicto moral que surge de estas decisiones se puede dividir en un foco de conflicto y un foco de conflicto moral. El locus, o el lugar donde ocurre el conflicto, puede desarrollarse a partir de múltiples fuentes, que incluyen «cualquier combinación de valores personales, profesionales, organizacionales y comunitarios». El foco del conflicto surge de los valores en competencia sostenidos por las partes interesadas y los inversores financieros. Como afirmó KC Calman con respecto a la reasignación de recursos en un entorno médico, los recursos deben considerarse como dinero y en forma de habilidades, tiempo y facultades.
El sistema de salud tiene muchos ejemplos en los que la moralidad y la asignación de recursos tienen conflictos continuos. Las preocupaciones de moralidad surgen cuando el inicio, la continuación y el retiro de cuidados intensivos afectan el bienestar de un paciente debido a la toma de decisiones médicas. Sox, Higgins y Owens (2013) ofrecen pautas y preguntas que los médicos deben considerar, como por ejemplo: «¿Cómo debo interpretar la nueva información de diagnóstico? ¿Cómo selecciono la prueba de diagnóstico adecuada? ¿Cómo elijo entre varios tratamientos riesgosos?» Retener y retirar el tratamiento de soporte vital en los Estados Unidos ha tenido un consenso moral de que no hay diferencias entre estas dos terapias. Sin embargo, aunque una decisión política ofrece apoyo a la toma de decisiones de los médicos, sigue habiendo dificultades para retirar los tratamientos de soporte vital.